# 림노스켈리스

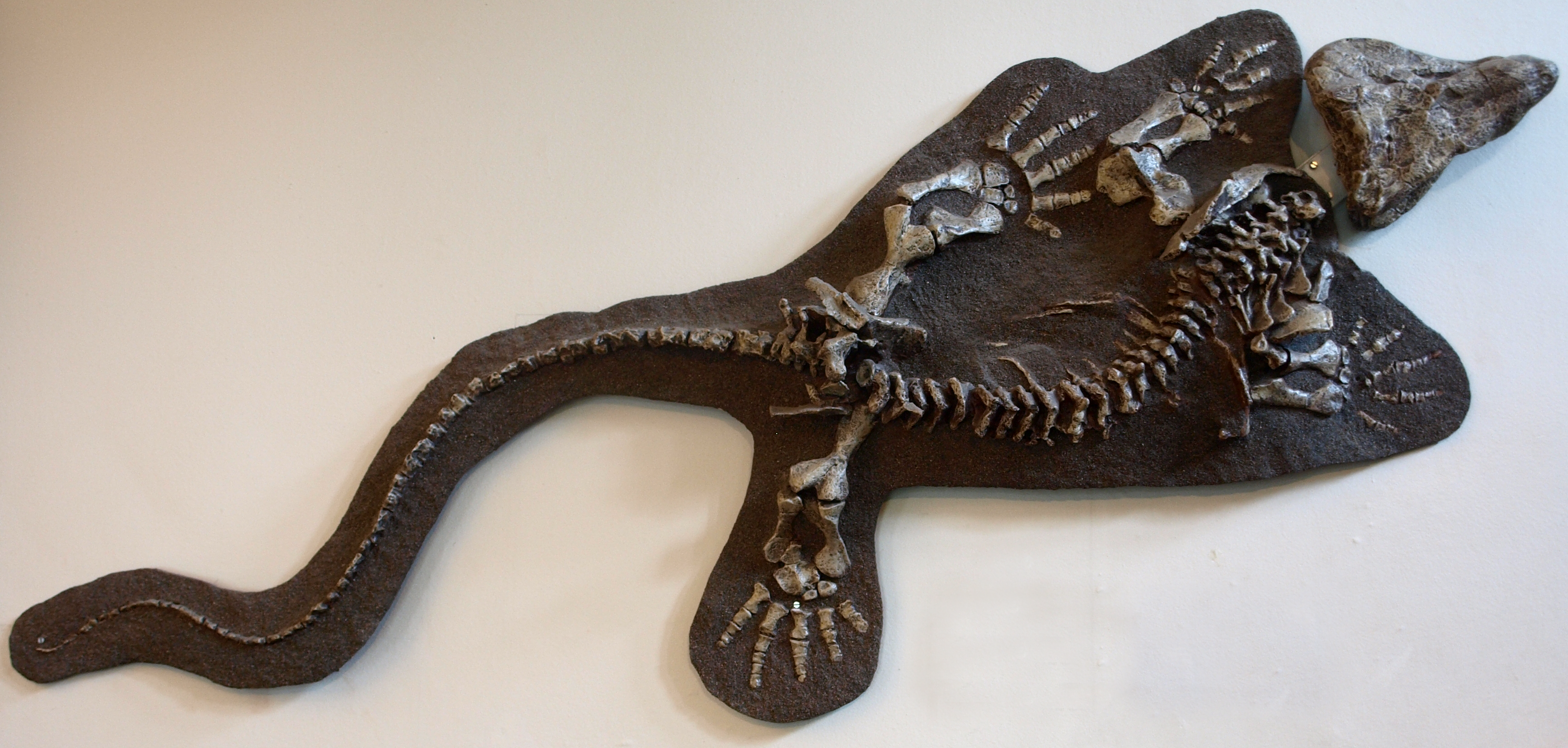

림노스켈리스(Limnoscelis)는 북아메리카 서부 지역의 펜실베이니아세의 대형 부동룡아목(Diadectomorpha) 네발동물의 속이다. 2개의 종을 포함한다: 뉴멕시코주의 모식종 Limnoscelis paludis,
콜로라도주의 Limnoscelis dynatis. 이 두 종은 동시에 생존한 것으로 추정된다. Limnoscelis의 어떠한 표본도 북아메리카 지역 외에서 확인된 바 없다.
림노스켈리스는 육식 동물이었으며, 반수생이었을 가능성이 있으나, 삶의 상당 부분을 육상에서 보냈을 것으로 생각된다. 림노스켈리스는 양서류와 원시 파충류적 특징을 합쳐놓고 있다.